# Werner Duttenhofer
Werner Duttenhofer (Paramaribo, 28 mei 1944 - aldaar, 17 maart 2013) was een Surinaams radiomaker, dj, muziekproducent, organisator en bestuurder. Hij richtte Radio 10 op en had een vooraanstaande rol in de media. Hij was medeoprichter van SuriPop en voorzitter van de Vereniging Radio- & Televisiebedrijven Suriname (VRTS).

## Biografie
Duttenhofer begon zijn carrière als omroeper in 1963 bij Radio Apintie. Daarna werkte hij onder leiding van André Kamperveen bij ABC en vervolgens bij Rapar. Hierna werkte hij nog tien jaar in de reclamewereld (vanaf 1974) en tien jaar in de horeca, waaronder als dj in discotheek Cartouche.
Ondertussen was hij betrokken bij de organisatie van diverse evenementen, zoals begin jaren 1970 van het Tiener Queen Contest en het Best Lady Singer Festival. In 1978 was hij een van de oprichters van de Stichting Kunst & Kultuur, waarmee ze naar een idee van Juan Navia aan de voet stonden van SuriPop, een van de grootste festivals in Suriname dat tweejaarlijks wordt gehouden. In zijn kantoor organiseerde hij met Leni Healy het eerste festival in 1982. Hij bleef door de jaren heen betrokken bij SuriPop. Met de stichting was hij in de beginjaren een van de stimulators achter de uitzending van Surinamers naar internationale festivals, zoals de Gouden Orpheus in Bulgarije. Voor de bekostiging van een uitzending naar Ierland organiseerden ze in 1979 de Rimboe Show.
In 1994 keerde hij kortstondig terug naar ABC en in 1996 richtte hij zijn eigen station Radio 10 op, waarmee hij terugging naar waar hij was begonnen. Het getal 10 verwijst naar het aantal commerciële radiostations dat hij op dat moment in Suriname telde. Op 10 december had hij om 10 uur 's ochtends willen beginnen, wat op die dag echter pas vanaf half zeven 's avonds lukte, met als begintune Sranan Kondre van The Stan Lokhin Band. Zijn vrouw Gerda was presentatrice van enkele programma's. Aanvankelijk had hij last van een gerucht dat de vergunning een cadeautje van Bouterse was, terwijl de vergunning door de voorgaande regering-Venetiaan I was verstrekt. Via een rechtszaak dwong Duttenhofer Johnny Kamperveen van zijn voormalige werkgever ABC om deze beschuldiging terug te nemen. Uit een onafhankelijk onderzoek uit 2006/2007 kwam Radio 10 als het populairste commerciële radiostation van Suriname uit de bus.
Daarnaast maakte hij platen en produceerde de eerste elpee van Johan Zebeda. Anders dan andere dj's draaide Duttenhofer deze liedjes veelvuldig op de radio, waarna Zebeda doorbrak en kawina zich ontwikkelde tot een algemeen geaccepteerde muziekstijl in Suriname. Ook was hij samen met Henk van Vliet de drijvende kracht achter de eerste single van Eddy Assan, getiteld Mi wan ai karu.
Duttenhofer was van circa 2006 tot zijn dood voorzitter van de Vereniging Radio- & Televisiebedrijven Suriname (VRTS). De vereniging was aanvankelijk opgericht om het hoofd te bieden tegen de vliegende start van de Stichting voor Auteursrechten in Suriname (Sasur).
Op 17 maart 2013 werd hij onwel toen hij in het centrum van Paramaribo op weg was naar een feest. De reanimatie in de ambulance mocht niet meer baten. Duttenhofer is 68 jaar oud geworden. Enkele dagen na zijn dood bracht Asgar Koster met Enver en Kenny B een lied uit als ode aan Duttenhofer. Ter ere aan hem wordt de Werner Duttenhofer Award aan artiesten uitgereikt.